# Guido Moroni Celsi
Guido Moroni Celsi (1885-1962) est un auteur de bande dessinée et illustrateur italien. Il est notamment connu pour avoir créé la première bande dessinée de science-fiction italienne, S.K.1 (it), et pour avoir illustré plusieurs romans d'Emilio Salgari.